# Valle de Valdelucio
Valle de Valdelucio község Spanyolországban, Burgos tartományban. Valle de Valdelucio Aguilar de Campoo, Pomar de Valdivia, Valderredible, Berzosilla, Sargentes de la Lora, Basconcillos del Tozo, Humada és Rebolledo de la Torre községekkel határos. Lakosainak száma 330 fő (2024).

## Népesség
A település népessége az utóbbi években az alábbiak szerint változott:
| Lakosok száma | 357  | 350  | 362  | 347  | 361  | 320  | 306  | 326  | 339  | 330  |
|               | 2001 | 2004 | 2006 | 2009 | 2011 | 2014 | 2016 | 2019 | 2021 | 2024 |